# Os Mulheres Negras
Os Mulheres Negras é uma banda brasileira originada na década de 1980.
Formada por André Abujamra e Maurício Pereira, a banda se intitulava "a terceira menor big band do mundo". O grupo gravou os álbuns Música e Ciência em 1988 e Música Serve pra Isso em 1990.
Em 2012 Maurício e André voltaram a trabalhar juntos e a banda retornou à cena musical.

## Biografia
Os Mulheres Negras era formado por dois homens brancos. Os paulistas André Abujamra (voz, guitarra e teclados) e Maurício Pereira (voz e sax) costumavam apresentar-se com sobretudos e chapéus-coco de palha, e se autodenominavam “a terceira menor big band do mundo”. A música era feita com letras irreverentes e equipamentos eletrônicos (samplers, sintetizadores e bateria eletrônica) que os faziam soar como uma orquestra. Mistura de gêneros, paródia, tecnologia e humor, reinterpretando um universo de chavões pop. André e Maurício se conheceram em 1984, durante um curso de percussão africana. Formaram o Mulheres no ano seguinte e partir daí mostraram sua música em vários shows no circuito alternativo de São Paulo (Espaço OFF, Teatro Mambembe, entre outros). As apresentações performáticas e improvisadas caíram nas graças de um público que sabia suas músicas de cor antes mesmo de serem gravadas em vinil. O primeiro disco, "Música e Ciência" (lançado em dezembro de 1988), abrangia funk, lambada, baião, punk e bossa nova em letras recheadas de referências aos Beatles, Villa-Lobos e Peppino di Capri, entre outros, e tinha como marca registrada o humor. Nesse meio tempo, André Abujamra, filho do diretor de teatro Antônio Abujamra, compôs trilhas sonoras para teatro e televisão. No segundo disco, "Música Serve Para Isso" (que chegou às lojas em 8 de novembro de 1990), as piadas e gags foram suavizadas, refrões foram criados e mais ritmo acrescentado, numa tentativa de apresentar um modelo mais radiofônico. Em 1991, cada um foi para um lado, mas continuaram colaborando musicalmente. Em conjunto, nesse intervalo em que o Mulheres não existiu, foram parceiros na trilha do programa de TV Castelo Rá-Tim-Bum, e na trilha do filme do mesmo nome, participaram em discos um do outro, e assim por diante.
Em 2001 os discos dos Mulheres, originalmente lançados em vinil pela gravadora Warner nos anos 80, foram relançados em CD.
Após 21 anos sem fazer shows, Os Mulheres Negras se reuniram novamente em 2012 para voltar a fazer shows, iniciando uma turnê pelo Brasil, e desde então eles continuam se apresentando.
Em 2013, a carreira da banda foi o tema do filme Música Serve Pra Isso - Uma História dos Mulheres Negras, documentário dirigido por Bel Bechara e Sandro Serpa que ganhou o prêmio de melhor doc do Festival InEdit pelo voto popular.
Em 2017, participou da coletânea "Outro Tempo", produzido pelo produtor e DJ John Goméz com as faixas "Mãos Colorida" e a versão de "Eu Só Quero Um Xodó". 
Em 2019, o Clube do Vinil da revista Noize, relançou uma edição especial do disco "Música Serve Para Isso".

## Discografia
MÚSICA SERVE PRA ISSO (1990) WEA 670.9257
| N.º | Título                             | Compositor(es)           | Duração |  |
| 1.  | "Música Serve pra Isso"            | Os Mulheres Negras       | 3:29    |  |
| 2.  | "Martim"                           | Martim Parangolá         | 3:32    |  |
| 3.  | "Guembô"                           | Os Mulheres Negras       | 1:36    |  |
| 4.  | "Só Tetele"                        | Os Mulheres Negras       | 4:05    |  |
| 5.  | "John"                             | Os Mulheres Negras       | 3:04    |  |
| 6.  | "Só Quero um Xodó"                 | Dominguinhos / Anastácia | 3:32    |  |
| 7.  | "Cabeludas"                        | Os Mulheres Negras       | 2:37    |  |
| 8.  | "Etiópia-Mirim"                    | Os Mulheres Negras       | 1:50    |  |
| 9.  | "Imbarueri"                        | Os Mulheres Negras       | 4:20    |  |
| 10. | "Judith"                           | Os Mulheres Negras       | 3:13    |  |
| 11. | "A Lavadeira, o Varal e a Saudade" | Os Mulheres Negras       | 2:41    |  |
| 12. | "Monstros Japoneses"               | Os Mulheres Negras       | 2:54    |  |
| 13. | "Common Uncommunicability"         | Os Mulheres Negras       | 5:39    |  |

MÚSICA E CIÊNCIA
(1988)
WEA
670.4237
| N.º | Título                                                                         | Compositor(es)                                              | Duração |  |
| 1.  | "Orelhão"                                                                      | Os Mulheres Negras, Coruja                                  | 2:42    |  |
| 2.  | "Método"                                                                       | Os Mulheres Negras                                          | 0:49    |  |
| 3.  | "Sub"                                                                          | John Lennon, Paul McCartney (versão por Os Mulheres Negras) | 4:08    |  |
| 4.  | "Summertime"                                                                   | George Gershwin                                             | 4:55    |  |
| 5.  | "Feridas"                                                                      | Os Mulheres Negras                                          | 3:21    |  |
| 6.  | "3 Músicas Coladas (Documentário Alemão/Peter Gunn/Todas as Músicas do Mundo)" | Os Mulheres Negras, Henry Mancini                           | 3:06    |  |
| 7.  | "Purquá Mecê"                                                                  | Os Mulheres Negras                                          | 4:40    |  |
| 8.  | "Eu Vi"                                                                        | Os Mulheres Negras, Agnaldo Valente Rocca                   | 3:32    |  |
| 9.  | "19:30"                                                                        | Os Mulheres Negras                                          | 1:44    |  |
| 10. | "Elza"                                                                         | Os Mulheres Negras                                          | 0:54    |  |
| 11. | "Milho"                                                                        | Os Mulheres Negras                                          | 2:56    |  |
| 12. | "Gambá"                                                                        | Os Mulheres Negras                                          | 0:48    |  |
| 13. | "Lobos para Crianças"                                                          | Os Mulheres Negras                                          | 3:31    |  |
| 14. | "Samba do Avião"                                                               | Tom Jobim                                                   | 0:39    |  |
| 15. | "Mãoscolorida"                                                                 | Os Mulheres Negras                                          | 3:51    |  |
| 16. | "Xarope, a Levada"                                                             | Os Mulheres Negras                                          | 4:38    |  |